# Gonçalo Paciência
Pour les articles homonymes, voir Paciência.
Gonçalo Mendes Paciência, abrégé Gonçalo Paciência, né le 1er août 1994 à Porto, est un footballeur professionnel portugais qui évolue au poste d'avant-centre au Sport Recife.

## Biographie

### Carrière en club
Gonçalo Paciência dispute son premier match avec l'équipe première du FC Porto le 21 janvier 2015 lors d'un match de Coupe de la Ligue contre le SC Braga. Il marque son premier but la semaine suivante contre l'Académica Coimbra.
Le 12 juillet 2018, il s'engage pour quatre saisons avec l'Eintracht Francfort, contre trois millions d'euros. Il se blesse malheureusement très rapidement lors d'un entraînement avec son nouveau club (rupture d'un ménisque) et doit manquer six semaines de compétition.

### Carrière en sélection
Avec les espoirs, il participe au championnat d'Europe espoirs en 2015. Lors de cette compétition, il joue trois matchs, inscrivant un but contre la Suède en phase de groupe. Les Portugais s'inclinent en finale contre les Suédois, après une séance de tirs au but.
Paciência est ensuite retenu afin de disputer les Jeux olympiques en 2016 avec le Portugal. Lors du tournoi olympique, il joue quatre matchs, inscrivant trois buts. Il marque un but contre l'Argentine, puis un but contre le Honduras, et enfin un dernier but contre l'Algérie. Le Portugal est éliminé en quart de finale par l'Allemagne.

## Statistiques
| Saison                | Club                     | Championnat           | Championnat | Championnat | Coupe nationale | Coupe nationale | Coupe de la Ligue | Coupe de la Ligue | Compétition(s) continentale(s) | Compétition(s) continentale(s) | Compétition(s) continentale(s) | Total | Total |
| Saison                | Club                     | Division              | M.          | B.          | M.              | B.              | M.                | B.                | Comp.                          | M.                             | B.                             | M.    | B.    |
| 2013-2014             | FC Porto rés.            | Segunda Liga          | 19          | 5           | -               | -               | -                 | -                 | -                              | -                              | -                              | 19    | 5     |
| 2014-2015             | FC Porto rés.            | Segunda Liga          | 16          | 9           | -               | -               | -                 | -                 | -                              | -                              | -                              | 16    | 9     |
| Sous-total            | Sous-total               | Sous-total            | 35          | 14          | -               | -               | -                 | -                 | -                              | -                              | -                              | 35    | 14    |
| 2014-2015             | FC Porto                 | Primeira Liga         | 1           | 0           | -               | -               | 3                 | 1                 | C1                             | -                              | -                              | 4     | 1     |
| Sous-total            | Sous-total               | Sous-total            | 1           | 0           | -               | -               | 3                 | 1                 | -                              | -                              | -                              | 4     | 1     |
| 2015-2016             | Académica Coimbra (prêt) | Primeira Liga         | 27          | 3           | 2               | 1               | 1                 | 0                 | -                              | -                              | -                              | 30    | 4     |
| Sous-total            | Sous-total               | Sous-total            | 27          | 3           | 2               | 1               | 1                 | 0                 | -                              | -                              | -                              | 30    | 4     |
| 2016-2017             | Olympiakos (prêt)        | Superleague           | 1           | 0           | -               | -               | -                 | -                 | C3                             | -                              | -                              | 1     | 0     |
| Sous-total            | Sous-total               | Sous-total            | 1           | 0           | -               | -               | -                 | -                 | -                              | -                              | -                              | 1     | 0     |
| 2016-2017             | Rio Ave FC (prêt)        | Primeira Liga         | 15          | 1           | -               | -               | -                 | -                 | -                              | -                              | -                              | 15    | 1     |
| Sous-total            | Sous-total               | Sous-total            | 15          | 1           | -               | -               | -                 | -                 | -                              | -                              | -                              | 15    | 1     |
| 2017-2018             | Vitória Setúbal (prêt)   | Primeira Liga         | 18          | 5           | 2               | 1               | 4                 | 4                 | -                              | -                              | -                              | 24    | 10    |
| Sous-total            | Sous-total               | Sous-total            | 18          | 5           | 2               | 1               | 4                 | 4                 | -                              | -                              | -                              | 24    | 10    |
| 2018-2019             | Eintracht Francfort      | Bundesliga            | 11          | 3           | 1               | 1               | -                 | -                 | C3                             | 6                              | 1                              | 18    | 5     |
| 2019-2020             | Eintracht Francfort      | Bundesliga            | 23          | 7           | 4               | 0               | -                 | -                 | C3                             | 16                             | 3                              | 43    | 10    |
| 2021-2022             | Eintracht Francfort      | Bundesliga            | 17          | 3           | 1               | 0               | -                 | -                 | C3                             | 6                              | 2                              | 24    | 5     |
| Sous-total            | Sous-total               | Sous-total            | 51          | 13          | 6               | 1               | -                 | -                 | -                              | 28                             | 6                              | 85    | 20    |
| 2020-2021             | Schalke 04 (prêt)        | Bundesliga            | 16          | 1           | 1               | 0               | -                 | -                 | -                              | -                              | -                              | 17    | 1     |
| Sous-total            | Sous-total               | Sous-total            | 16          | 1           | 1               | 0               | -                 | -                 | -                              | -                              | -                              | 17    | 1     |
| 2022-2023             | Celta de Vigo            | LaLiga                | 25          | 3           | 3               | 1               | -                 | -                 | -                              | -                              | -                              | 28    | 4     |
| Sous-total            | Sous-total               | Sous-total            | 25          | 2           | 3               | 1               | 0                 | 0                 | -                              | 0                              | 0                              | 28    | 3     |
| 2023-2024             | VfL Bochum (prêt)        | Bundesiga             | 13          | 3           | -               | -               | -                 | -                 | -                              | -                              | -                              | 13    | 3     |
| Total sur la carrière | Total sur la carrière    | Total sur la carrière | 211         | 43          | 14              | 4               | 8                 | 5                 | -                              | 28                             | 6                              | 261   | 58    |

## Palmarès
Il est finaliste de l'Euro espoirs en 2015 avec l'équipe du Portugal. Il remporte le Championnat du Portugal en 2018
 Eintracht Francfort
- Ligue Europa (1) :
  - Vainqueur : 2022.

## Vie privée
Il est le fils de Domingos Paciência, ancien footballeur international portugais.